# L'An-Fer
Résidence
L'An-Fer était un club dijonnais situé au 8 rue Marceau, à proximité de la place de la République. Après son ouverture en 1989, il devient vite un haut lieu de la musique électronique avec la résidence de Laurent Garnier entre 1990 et 1994 et le passage des plus grands spécialistes du genre (Carl Cox, Jeff Mills, Manu Le Malin, Tonio, Derrick May, Charles Shillings, MattDHP, Daft Punk, Kevin Saunderson, Vitalic, The Hacker et Miss Kittin, etc...) jusqu’à sa fermeture contestée par ses aficionados en 2002.

## Histoire
Créé dans les années 1960, le club baptisé alors Moonlight est racheté en 1984 et prend le nom de Byblos. D'un style assez classique, les propriétaires décident en 1989 de repartir de zéro et proposer à leur clientèle des sons plus new wave. Après quelques semaines de fermeture, le club rouvre en septembre 1989 sous un nouveau nom, l'An-Fer, une boîte alternative et orientée vers les musiques électroniques. Après avoir fait la connaissance de Laurent Garnier dans un festival de musiques électroniques à Rimini, Frédéric et Franck Dumélie le convainquent de faire un test en juin 1990, à l'issue duquel il restera en résidence régulière jusqu'en 1994 chaque premier vendredi du mois.
À l'avant-garde de la musique électronique, le club réussit à se bâtir une renommée internationale et attire les plus grands musiciens de la scène électronique, dont les pionniers de la techno de Detroit Derrick May en 1992, Jeff Mills et Kenny Larkin en 1993 ou Kevin Saunderson. Le DJ belge Charles Schillings, immobilisé un jour de grève des trains à Paris, prend un taxi jusqu'à Dijon pour arriver à l'heure pour son set.
Le club est situé au premier étage du bâtiment : en entrant, le clubber passe le physionomiste et dispose d’un vestiaire. Le DJ dispose d’une cabine ouverte pour son set ; les enceintes principales sont disposées de chaque côté. La piste mesure environ 15 x 15 mètres. Elle est bordée de fauteuils et tables basses. Le bar principal est à gauche en entrant. La décoration est quasi absente et les murs sont noirs. Au milieu des années 1990, un changement introduit un thème inspiré des stations de métro parisien, avec carrelage blanc aux murs et tubage métallique jaune. Le nom du club est présenté en plusieurs endroits sur de larges panneaux avec un lettrage blanc sur fond bleu nuit.
Le club participe activement à la formation de la French Touch, accueillant Laurent Garnier en résidence régulière de 1990 à 1994, mais aussi DJ Tonio (pendant 5 ans) et Eric Borgo de 1996 à 1998. Les Daft Punk mixent à plusieurs reprises à leurs débuts dans l'établissement, en 1995 et en 1996, accordant à cette occasion une de leurs rares interviews à Radio Campus. Cette radio dijonnaise retransmettait parfois les sets en direct depuis l’An-Fer. Captée depuis la Suisse proche (environ 150 kilomètres de Dijon), cette diffusion a participé à l’internationalisation du club. C'est en assistant à l'un de leurs sets à L'An-Fer que Pascal Arbez-Nicolas se découvre une passion pour l'électro, qui l'incitera à se lancer sous le nom de Vitalic,.
Pendant des années le club est une plaque tournante des tendances électroniques et ces périodes fastes font le mythe de ce club connu dans toute la France et à l’international. À l’époque les soirées dijonnaises électroniques sont réputées, le vendredi soir à l’An-Fer et le samedi soir à l’Espace Grévin qui accueille des soirées plus hard-core électrotek. Le dimanche soir est destiné à une clientèle principalement gay. L’An-Fer accueille aussi en semaine des soirées étudiantes et les samedis soir sont plus généralistes (David Guetta à ses débuts, Bob Sinclar, MattDHP, etc.).
En butte à des problèmes économiques et contraint par les projets du nouveau propriétaire des locaux, le club ferme ses portes le dimanche 14 juillet 2002, après dix jours durant lesquels se succèdent aux platines Laurent Garnier, David Guetta, Erik Rug, Charles Schillings, Claude Monnet, Jack de Marseille ou encore Tonio,.
De nos jours, le club garde une dimension mythique dans le milieu de la nuit, à Dijon et au-delà.

## Hommages
- Vitalic et DJ Tonio ont dédié au club le mix To l'AN-fer from Chicago en 2003[10].